# هارولد لوسانو
هارولد لوسانو (اسپانیایی: Harold Lozano‎؛ زادهٔ ۳۰ مارس ۱۹۷۲) بازیکن فوتبال اهل کلمبیا بود.
از باشگاه‌هایی که در آن بازی کرده‌است می‌توان به باشگاه فوتبال آمریکا، باشگاه فوتبال پالمیراس، باشگاه فوتبال پاچوکا، باشگاه ورزشی رئال مایورکا، و باشگاه فوتبال رئال وایادولید اشاره کرد.
وی همچنین در تیم ملی فوتبال کلمبیا بازی کرده‌است.